# Estornell de les Moluques
L'estornell de les Moluques (Aplonis mysolensis) és un ocell de la família dels estúrnids (Sturnidae). El seu estat de conservació es considera de risc mínim.

## Hàbitat i distribució
Habita zones obertes de les terres baixes de l'est de Sulawesi i illes properes; illes Moluques des de Morotai, cap al sud fins Buru, Ambon, Haruku, Saparua i Seram. Illes Raja Ampat de Waigeo, Batanta, Salawati, Misool i petites illes properes.